# Leo Anton Carl de Ball

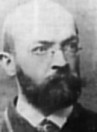
Leo Anton Carl de Ball

Leo Anton Carl de Ball (* 23. November 1853 in Lobberich; † 12. Dezember 1916 in Wien) war ein deutscher Astronom.

## Leben
De Ball studierte an den Universitäten von Berlin und Bonn. 1878 wurde er Assistent an der Sternwarte Gotha. Hier arbeitete er unter der Leitung Adalbert Kruegers als Beobachter an verschiedenen Instrumenten. Seine Ergebnisse veröffentlichte er in zahlreichen Publikationen. Nach dem Weggang Kruegers von Gotha wurde er zum Verweser der Sternwarte bestellt. 1881 wechselte er an die Sternwarte Bothkamp bei Kiel, welche damals das größte Teleskop Deutschlands besaß. Diese Privatsternwarte des Kammerherrn von Bülow leitete er schließlich als Direktor. Am 3. September 1882 entdeckte er von Bothkamp aus den Asteroiden (230) Athamantis. 
1883 ging de Ball nach Belgien und arbeitete an den Observatorien von Lüttich und Uccle. Ab 1891 war er Direktor der privaten, aber hoch anerkannten Kuffner-Sternwarte in Wien. Im Jahr 1895 wurde er zum Mitglied der Leopoldina gewählt.
De Ball veröffentlichte Arbeiten über die Eigenbewegung des Sonnensystems und über Sphärische Astronomie. Ferner erstellte er genaue Tabellen zur astronomischen Refraktion, der Brechung des Lichts von Himmelskörpern durch die Erdatmosphäre. 